# Citroën C4 Aircross
Citroën C4 Aircross – samochód osobowy typu crossover klasy kompaktowej produkowany przez francuską markę Citroën we współpracy z Mitsubishi w latach 2012–2017.

## Historia modelu

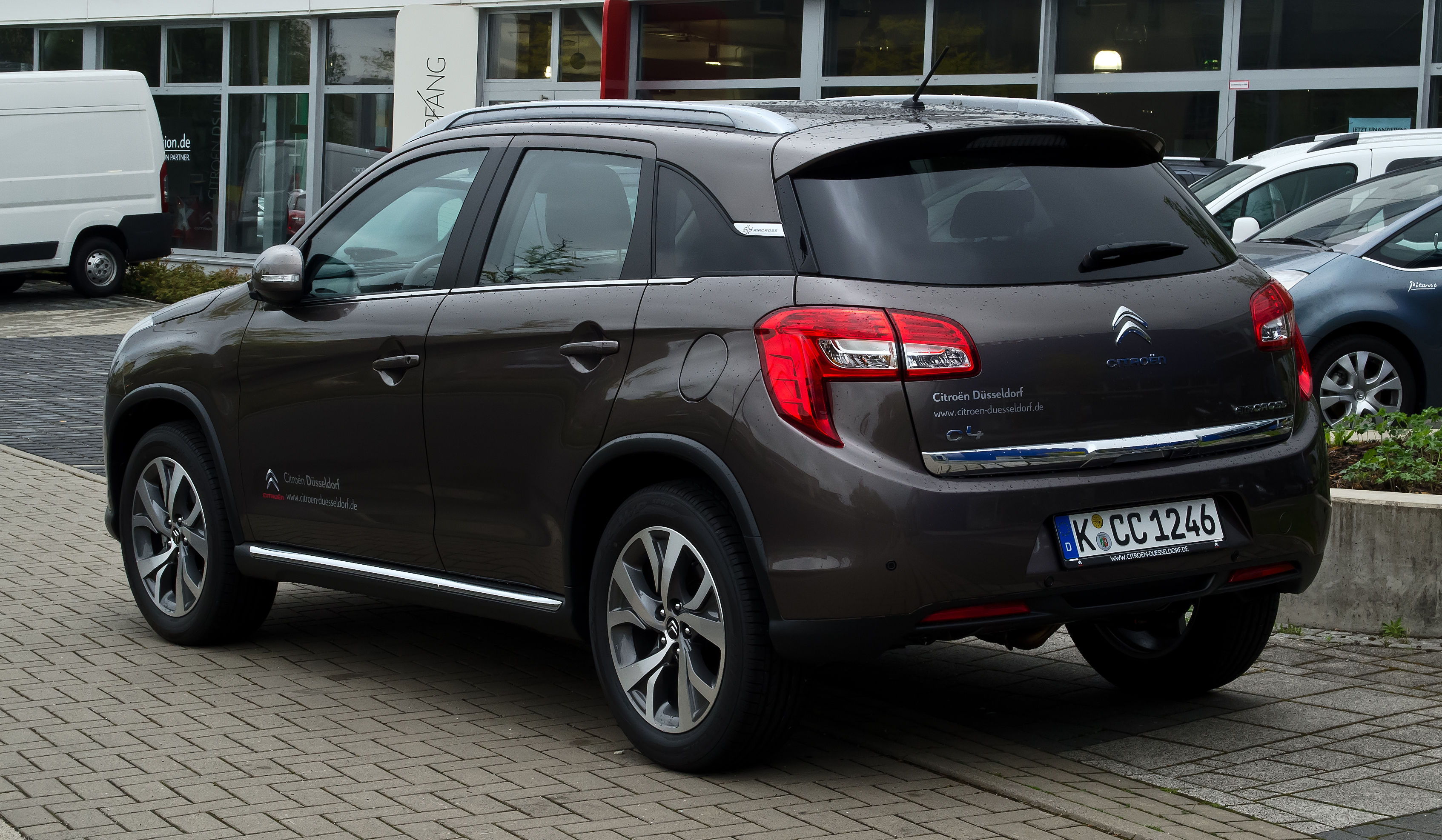
Citroën C4 Aircross – tył

Pojazd zaprezentowano podczas targów motoryzacyjnych w Genewie w marcu 2012 roku. Auto było pierwszym w historii firmy crossoverem i plasuje się poniżej C-Crossera produkowanego wraz z bliźniaczą odmianą Mitsubishi Outlander. C4 Aircross oferowany był na rynku europejskim, chińskim oraz australijskim.
Stylistyką samochód nawiązuje do linii stylistycznej DS m.in. do modelu Citroën DS4.
Produkcja samochodu została zakończona w marcu 2017 roku. Został on w 2018 roku zastąpiony modelem Citroën C5 Aircross

### Wersje wyposażeniowe
- Seduction
- Exclusive

### Silniki
| Silnik                                   | 1.6 (Stop & Start)           | 2.0 (Chiny)                   | HDi 115 (Stop & Start)       | HDi 150 (Stop & Start)        |
| ---------------------------------------- | ---------------------------- | ----------------------------- | ---------------------------- | ----------------------------- |
| Okres produkcji                          | 04/2012–12/2014              | 04/2012-03/2017               | 04/2012-03/2017              | 04/2012–12/2014               |
| Oznaczenie silnika                       | NKZ                          |                               | 9HR/9HD                      | 6HZ                           |
| Rodzaj silnika                           | Benzynowy, R4                | Benzynowy, R4                 | Wysokoprężny, R4             | Wysokoprężny, R4              |
| Pojemność                                | 1590 cm³                     | 1998 cm³                      | 1560 cm³                     | 1798 cm³                      |
| Maksymalna moc                           | 86 kW (117 KM) przy 6000/min | 110 kW (150 KM) przy 6000/min | 84 kW (114 KM) przy 3600/min | 110 kW (150 KM) przy 4000/min |
| Maks. moment obrotowy                    | 154 Nm przy 4000/min         | 197 Nm przy 4200/min          | 270 Nm przy 1750/min         | 300 Nm przy 2000–3000/min     |
| Rodzaj napędu                            | Napęd przedni                | Napęd przedni AWD             | Napęd przedni AWD            | Napęd przedni AWD             |
| Skrzynia biegów                          | 5-biegowa manualna           | 6-biegowa automatyczna        | 6-biegowa manualna           | 6-biegowa manualna            |
| Prędkość maksymalna                      | 182 km/h                     | 184 km/h                      | 182} km/h                    | 200 km/h                      |
| Przyspieszenie 0–100 km/h                | 11,3 s                       | 10,2 s                        | 10,8 s                       | 10,8 s                        |
| Zużycie paliwa na 100 km (cykl mieszany) | 5,9 l                        | 8,0 l                         | 4,6 l                        | 5,4 l                         |
| Emisja CO2 (cykl mieszany)               | 135 g/km                     | b.d.                          | 119 g/km                     | 142 g/km                      |
| Norma emisji spalin                      | Euro 5                       | b.d.                          | Euro 5 (od 2015: Euro 6)     | Euro 5                        |